# Прича о Петру и Февронији (цртани филм)
Прича о Петру и Февронији (рус. Сказ о Петре и Февронии) је руски дугометражни анимирани филм из 2017. године. Филм је премијерно приказан 4. јула 2017. у биоскопу Октјабр на Новом Арбату у Москви. Јавно приказивање кренуло је 6. јула 2017. године пред празником Дан породице, љубави и верности.

## Опис
Радња филма заснована је на причи о Петру и Февронији.
13. век. Зликовац је освојио власт у Муромском кнежевству. Једино се војник Петар јавља одважан, излази на бој с зликовцем и побеђује га. Али отровна крв окрутног чаробњака разбољева ослободиоца. Исцелитељка Февронија спремна је да примени свој дар да би спасила Петра. Између двоје младих рађају се права и чиста осећања, која они треба да сачувају без обзира на мноштво препрека.

## Гласови у филму
| Улога                            | Име глумца           |
| -------------------------------- | -------------------- |
| Петар, кнез                      | Владислав Јудин      |
| Февронија, кнегиња, Петрова жена | Јулија Горохова      |
| Зец                              | Иван Охлобистин      |
| Змај, демон                      | Виктор Вержбицки     |
| Тома, Петров друг                | Константин Карасик   |
| Павле, кнез                      | Вадим Медведев       |
| Лука                             | Диомид Виноградов    |
| Војвода Влас                     | Сергеј Усков         |
| Ана, кнегиња, Павлова жена       | Арзу Сулејманова     |
| Ираида, змајева помоћница        | Анастасија Лапина    |
| Старац                           | Владимир Антоник     |
| Дуњаша                           | Варвара Чабан        |
| Дечак                            | Степан Студилов      |
| Старчић                          | Алексеј Черних       |
| Трговац                          | Алексеј Војтјук      |
| Веверица                         | Прохор Чеховској     |
| Додатни гласови                  | Анастасија Слепченко |

## Фестивали и награде
- 2017 — По мишљењу младог дечијег жирија "Артека", цртаћ је назначен за један од најбољих анимираних филмова фестивала "Алије паруса".[7]
- 2017 — Специјална награда Међународног кинофестивала "Лучезарни анђео".
- 2018 — "Прича о Петру и Февронији" — номинован за награду "Златни орао" у категорији "Најбољи анимирани филм".[8]